# Dioscorea convolvulacea
Dioscorea convolvulacea là một loài thực vật có hoa trong họ Dioscoreaceae. Loài này được Cham. & Schltdl. mô tả khoa học đầu tiên năm 1831.